# ンガ (神)
ンガ（ラテン文字：Nga、キリル文字：Нга）は、シベリアに居住するネネツ人の神話（ネネツ神話）に登場する神。死の神であり、二柱の造物主（デミウルゴス）・至高神の片割れでもあった。
ある伝承によれば、世界は自ら崩壊の危機を迎えていた。この大異変を止めようと、一人のシャーマンがもう一柱の造物主、ヌムの助言を求めた。シャーマンは、大地の下、ンガの領域に赴き、ンガを訪ねよ、と助言された。シャーマンはその言葉に従い、そしてンガの娘と結婚した。それ以来、彼は世界をその手で支えるようになり、「大地の老人」として知られるようになった。
別の神話では、ヌムとンガは世界を創造し、協力し合いながらも互いに競い合う。この神話は二元論的宇宙観の一例である。